# Irish Cup 1899-1900
Irish Cup 1899–1900 var den 20. udgave af Irish Cup, og turneringen blev vundet af Cliftonville FC, som dermed vandt Irish Cup for fjerde gang. Finalen fandt sted den 24. marts 1900 på Grosvenor Park i Belfast, hvor Bohemians FC blev besejret med 2-1.

## Udvalgte resultater

### Semifinaler
| Dato | Kamp                                              | Res. | Spillested         |
| ---- | ------------------------------------------------- | ---- | ------------------ |
| 3.2. | Bohemians FC – Belfast Celtic FC                  | 2–1  | Jones Road, Dublin |
| 3.2. | Cliftonville FC – Kings Own Scottish Borderers FC | w.o. |                    |

### Finale
| Dato  | Kamp                           | Res. | Spillested              |
| ----- | ------------------------------ | ---- | ----------------------- |
| 24.3. | Cliftonville FC – Bohemians FC | 2–1  | Grosvenor Park, Belfast |